# Архиепархия Ресистенсии
Архиепархия Ресистенсии (лат. Archidioecesis Resistenciae) — архиепархия Римско-Католической церкви с центром в городе Ресистенсия, Аргентина. В митрополию Ресистенсии входят епархии Формосы, Сан-Роке-де-Пресиденсиа-Роке-Саэнс-Пенья. Кафедральным собором архиепархии Ресистенсии является церковь святого короля Фердинанда.

## История
3 июня 1939 года Папа Римский Пий XII выпустил буллу «Ecclesiarum omnium cura», которой учредил епархию Ресистенсии, выделив её из архиепархии Санта-Фе (сегодня — архиепархия Санта-Фе-де-ла-Вера-Крус). По отношению к ней епархия Ресистенсии первоначально являлась суффраганной.
11 февраля 1957 года епархия Ресистенсии передала часть своей территории для образования епархии Формосы.
10 апреля 1961 года епархия Ресистенсии стала частью церковной провинции архиепархии Корриентеса.
12 августа 1963 года архиепархия Ресистенсии передала часть своей территории для образования епархии Сан-Роке (сегодня — епархия Сан-Роке-де-Пресиденсиа-Роке-Саэнс-Пенья).
28 февраля 1984 года Папа Римский Иоанн Павел II издал буллу «Patet territoriorum», которой возвёл епархию Ресистенсии в ранг архиепархии-митрополии.

## Ординарии архиепархии
- епископ Nicolás de Carlo (1.08.1940 — 19.10.1951);
- епископ Энрике Рау (23.10.1954 — 13.03.1957), назначен епископом Мар-дель-Платы;
- епископ José Agustín Marozzi (12.06.1957 — 28.02.1984);
- архиепископ Juan José Iriarte (28.02.1984 — 9.11.1991);
- архиепископ Carmelo Juan Giaquinta (22.03.1993 — 1.04.2005);
- архиепископ Fabriciano Sigampa (17.11.2005 — 21.02.2013);
- архиепископ Ramón Alfredo Dus (с 21 февраля 2013 года).